# 暢貨中心

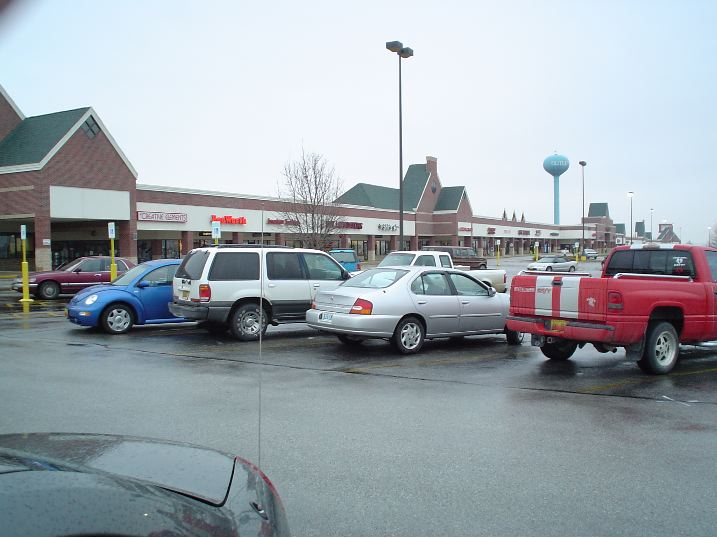
傳統常見的美國內布拉斯加州的一個過季名牌折扣店

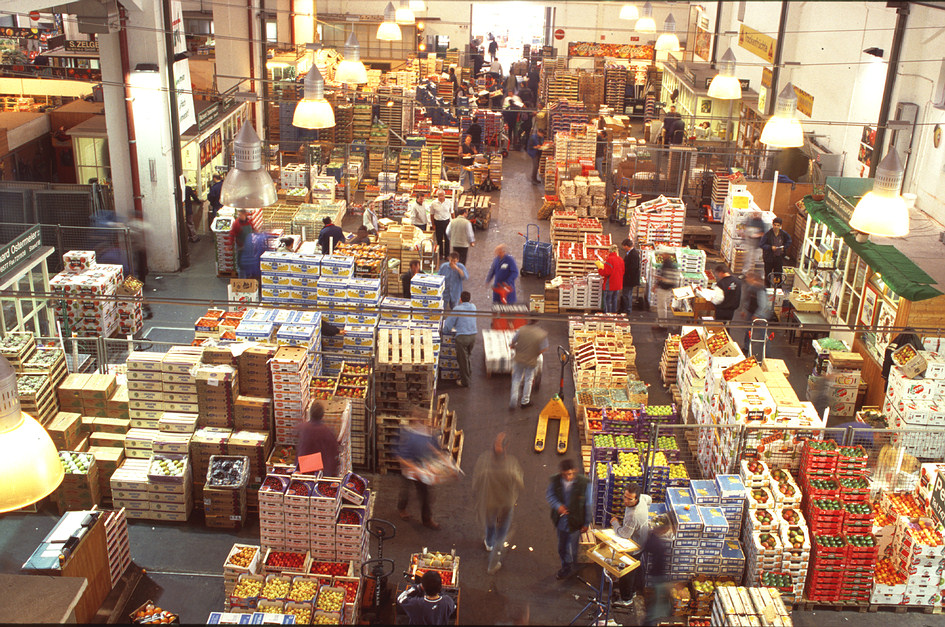
德國一家食品暢貨中心

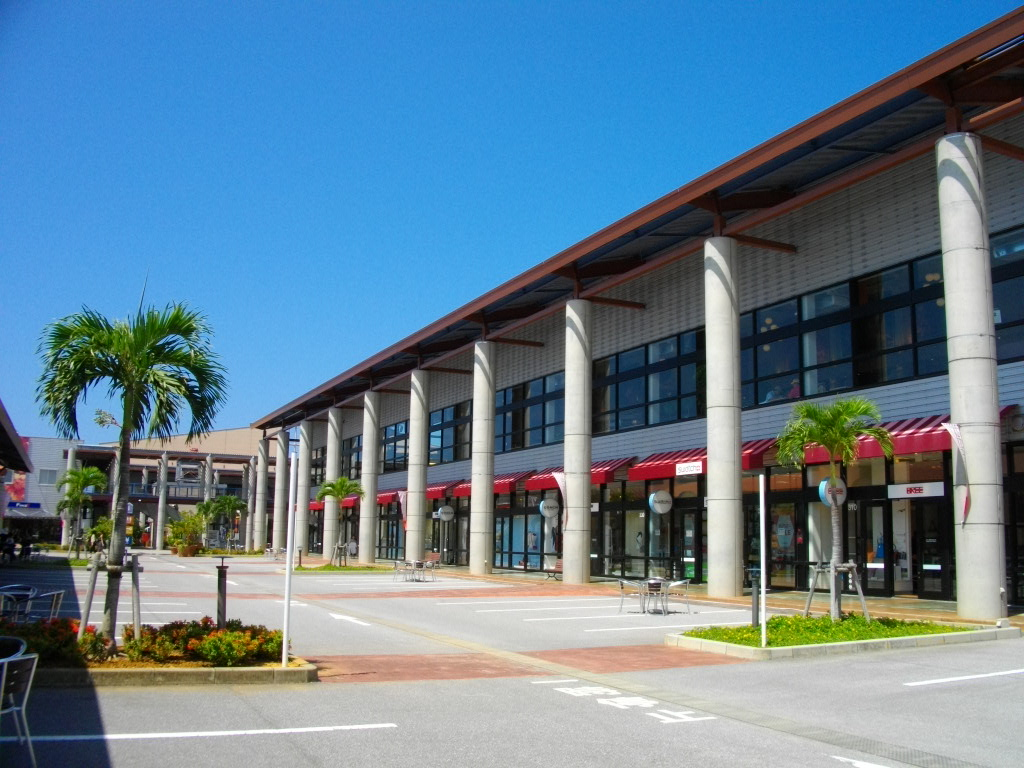
針對現代消費大眾所建設的沖繩島豐見城市的Okinawa Outlet Mall Ashibinaa 暢貨中心

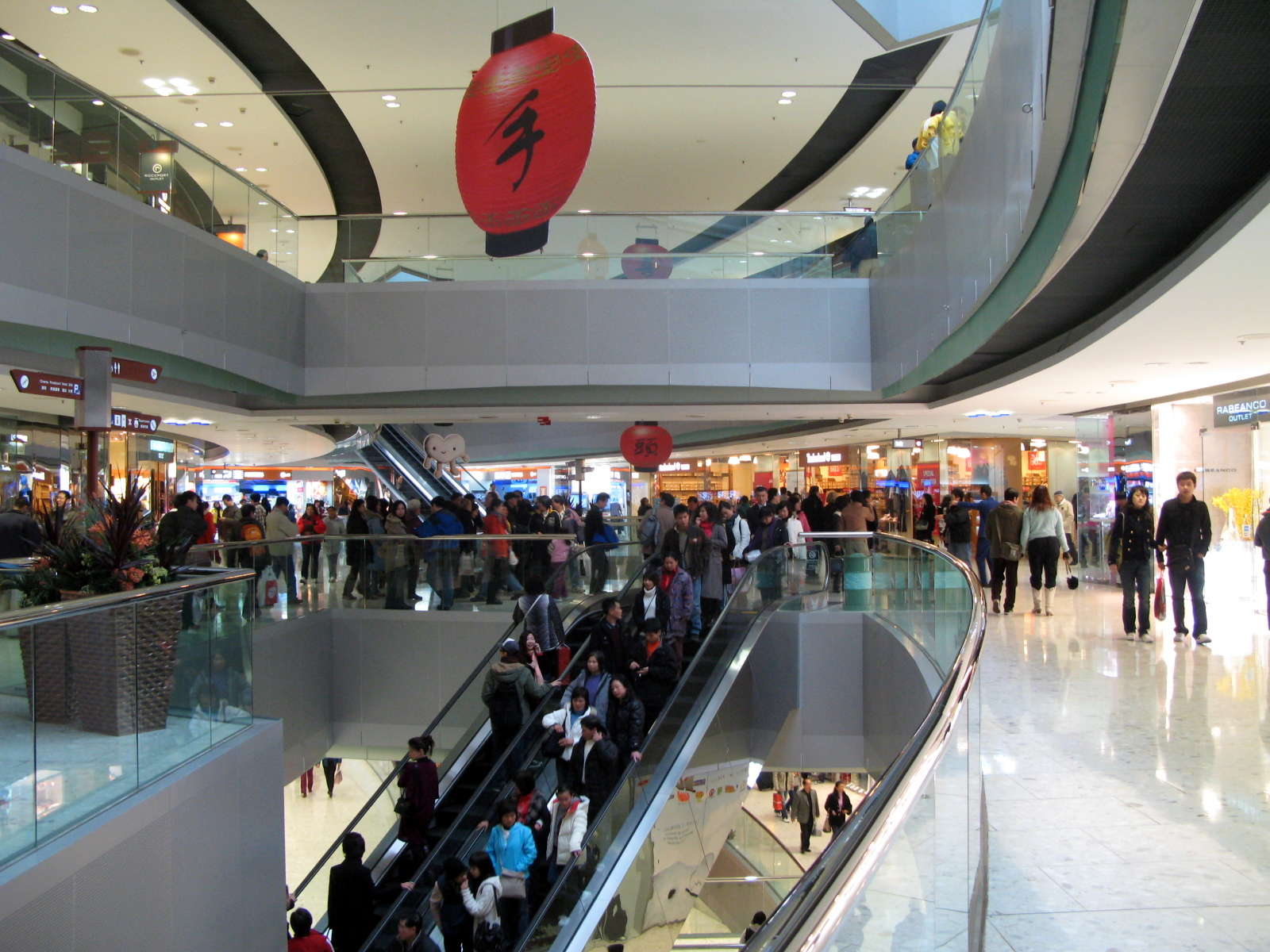
位於香港東涌的東薈城暢貨中心

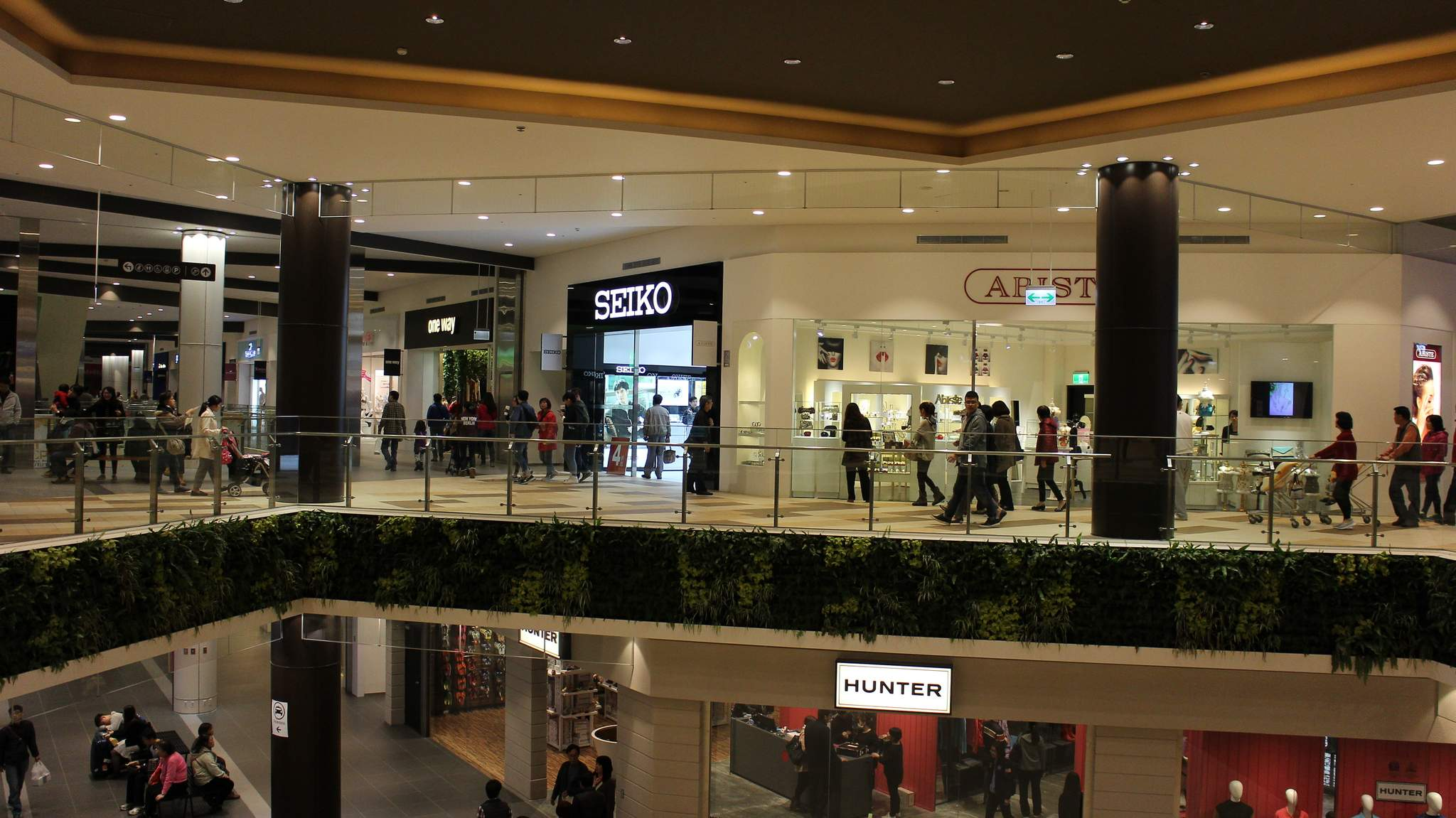
位於新北市林口區的三井Outlet

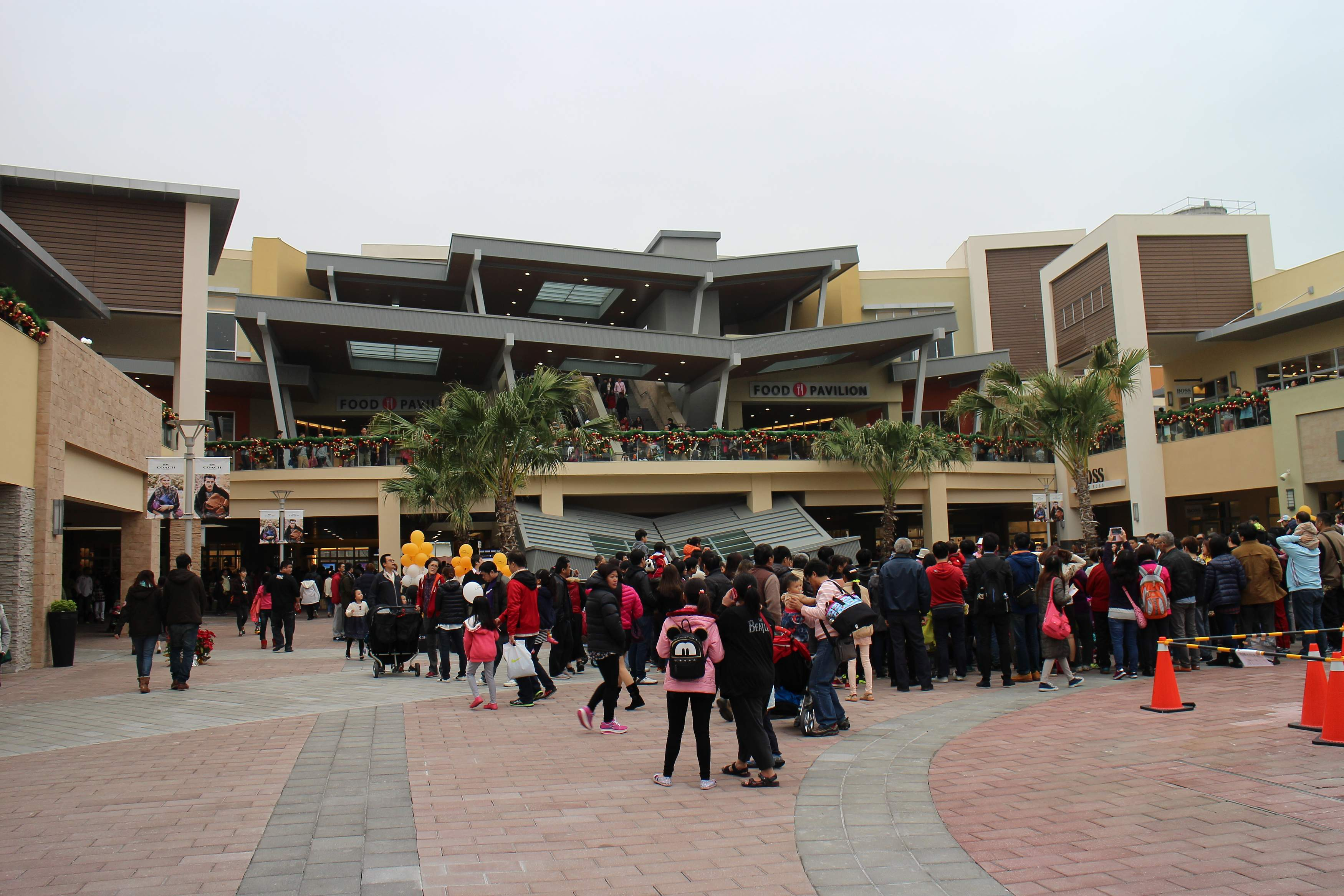
位於高鐵桃園站旁及高鐵桃園站（桃園機場捷運）的GLORIA OUTLETS華泰名品城

暢貨中心，又稱门市部或工廠直銷（英語：Outlet store、，或直接簡稱為，香港、台灣又譯作直銷中心，俗亦直用原英語詞，中國大陸則直接以之音譯為「奧特萊斯」，簡稱奧萊為相關商場命名）。

## 型態
這類店家是一種名牌店的次級零售店型式，由製造商品的生產商的尾貨、庫存貨，以不經過經銷商的方式、設置大型賣店直接將產品賣給消費者，由於在這種賣店中銷售的商品主要是非主打產品，通常是這些賣不完的庫存零碼商品，或因過季或有瑕疵而被退回的次級商品，加上臨近郊區商城成本低廉，因此價格普遍較一般店面中的零售價優惠許多而受歡迎。傳統上，暢貨中心通常都是附設於製造商的工廠或倉庫旁之賣店，但近年來也漸漸出現特別設立在市區或市郊，由製造商直營的固定店面，或是採機動方式、以短期租用的店面或是倉庫作為賣店的臨時暢貨中心。
除了由各品牌廠商零星設置的暢貨店外，也存在有在郊區集中多個品牌的直銷專櫃或賣店，結合各種商場和餐廳設施而形成的大型綜合購物中心，稱為「暢貨購物中心」（Outlet mall）。位於美國內華達州邊境小鎮普林姆（Primm, NV）的拉斯維加斯流行暢貨中心（Fashion Outlets of Las Vegas），就是一個號稱擁有超過100家直銷賣店、規模龐大的知名暢貨中心。在中国，奥特莱斯一般指奥特莱斯购物中心，中国大陆的Outlet实际上更接近没有办公区的“商业综合体”概念，而非原有的库存尾货销售场所。

## 歷史
名牌折扣商場的前身於19世紀末在美國的工廠出現，原先是讓生產商將次貨以極低價錢賣給為其工作的工人，後來才逐漸發展成以工薪大眾為對象，在工廠或郊區設置店家銷售這些庫存。
1970年代，因為逐漸受到歡迎，集多個品牌於一身的名牌折扣商場開始發展出來，最初侷限在工廠區內出現的商城，後來則遷移至較偏遠的郊區成為工人和藍領階級的日常消費場所，以免影響位於都市中心區內的正價專門店。
至1990年代，名牌折扣商場已由美國傳到歐洲等地，並且以普羅大眾和年輕人為新目標，當中以法國、英國及意大利等名牌集中地為主。日本也有不少同類商場。自2002年，中國大陸開始出現奥特莱斯型態的消費場所。

## 各地名牌折扣商場
- 中国
  - 北京燕莎奧特萊斯購物中心（中國大陸第一個奧特萊斯）[3]
  - 深圳大梅沙奧特萊斯購物村
  - 深圳平湖華南城華盛奧特萊斯購物中心
  - 深圳龍華新區民治8號倉（於2015年1月開業）
  - 佛羅倫薩小鎮（在天津、上海、佛山、鄂州和成都設有分店）
- 臺灣
  - LaLaport南港
  - 禮客時尚館（在內湖、公館設有分店）
  - MITSUI OUTLET PARK 林口
  - 華泰名品城 總店
    - 華泰名品城 嘉義分店

  - MITSUI OUTLET PARK 台中港
  - 日曜天地Outlet
  - 麗寶OUTLET MALL
  - LaLaport台中
  - MITSUI OUTLET PARK 台南
  - 義大世界購物廣場
  - LaLaport高雄（興建中）
  - SKM Park
- 香港
  - 東薈城名店倉（香港第一個名牌折扣商場）
  - 尖沙咀中港城
  - 佛羅倫斯小鎮
  - E-Max Wearhouse
- 日本
  - 沖繩島豐見城市Okinawa Outlet Mall Ashibinaa名牌折扣商場
  - 三井奧特萊斯購物城旗下分店：
  - MITSUI OUTLET PARK 大阪鶴見：於1995年3月16日起營運，原名。
  - MITSUI OUTLET PARK 橫濱港灣：於1998年9月4日起營運，原名。
  - MITSUI OUTLET PARK 瑪林匹亞神戶：於1999年7月30日起營運，原名。
  - MITSUI OUTLET PARK 多摩南大澤：於2000年9月1日起營運，原名。
  - MITSUI OUTLET PARK 幕張：於2000年10月26日起營運，原名。
  - MITSUI OUTLET PARK 爵士之夢長島：於2002年3月28日起營運，原名。
  - MITSUI OUTLET PARK 入間：於2008年4月10日起營運。
  - MITSUI OUTLET PARK 仙台港：於2008年9月12日起營運。
  - MITSUI OUTLET PARK 札幌北廣島：於2010年4月22日起營運。
  - MITSUI OUTLET PARK 滋賀龍王：於2010年7月8日起營運。
  - MITSUI OUTLET PARK 倉敷：於2011年12月1日起營運。
  - MITSUI OUTLET PARK 木更津：於2012年4月13日起營運。
  - MITSUI OUTLET PARK 北陸小矢部：於2015年7月16日起營運。